# Miss Universo Vietnam
Miss Universo Vietnam (en inglés: Miss Universe Vietnam) es un concurso de belleza nacional en Vietnam. Se encarga de seleccionar a las representantes del país para el concurso Miss Universo.

## Historia

### 2008-2022:Hoa hậu Hoàn vũ Việt Nam
En 2008, Công ty Cổ phần Hoàn vũ Nha Trang recibió la licencia nacional de la Organización Miss Universo para albergar la competencia Miss Universo Vietnam bajo el nombre vietnamita Hoa hậu Hoàn vũ Việt Nam.
La primera edición oficial del concurso Miss Universo Vietnam se llevó a cabo en el complejo turístico Vinpearl Land en Nha Trang el 31 de mayo de 2008, con la participación de 20 candidatas. La final incluyó cuatro competencias: traje de noche, traje de baño, áo dài y entrevista. Esta fue la primera edición de Miss Universo Vietnam. La ganadora, Nguyễn Thùy Lâm, fue delegada anfitriona del certamen Miss Universo 2008 que se llevó a cabo el 14 de julio de 2008, también en Nha Trang. Ella formó parte del Top 15.
No se llevó a cabo Miss Universo Vietnam entre 2009 y 2014, por lo que una ganadora o finalista de Miss Universo Vietnam o de cualquier otro certamen nacional podría ser nombrada Miss Universo Vietnam.
Después de una pausa de 7 años, la competencia Miss Universo Vietnam 2015 se llevó a cabo el 3 de octubre de 2015 en el Centro de Convenciones Crown en Nha Trang, Vietnam y fue organizada por Công ty Cổ phần Hoàn vũ Sài Gòn (Unicorp). Phạm Thị Hương fue la ganadora del concurso de 2015.
La selección de Miss Universo Vietnam 2017 estuvo acompañada por un programa de telerrealidad llamado I Am Miss Universe Vietnam, en la que las concursantes pasan por diferentes desafíos y programas de entrenamiento en cada episodio semanal.
Hasta 2022, el certamen solía seleccionar a la representante del país al Miss Universo, pero finalmente cambió al nombre actual en inglés después de perder la licencia en 2023. Ahora el certamen pasa a llamarse Miss Cosmo Vietnam.

### 2023-presente
En 2023, la franquicia vietnamita de Miss Universo se otorgó a un nuevo titular de licencia. Sin embargo, Hoa hậu Hoàn vũ Việt Nam continuó llevándose a cabo como un certamen independiente bajo el nuevo título: Miss Cosmo Vietnam. La ganadora de Hoa hậu Hoàn vũ Việt Nam ya no será Miss Universo Vietnam y el nuevo concurso Miss Universo Vietnam abandonó su nombre vietnamita.

## Ganadoras
-      Miss Universo Vietnam
-      Miss Mundo Vietnam
-      Miss Internacional Vietnam

| Año                                                          | Ganadora                                                     | Finalista                                                    | Finalista                                                    | Sede                                                                    | Número de candidatas                                         |
| Año                                                          | Ganadora                                                     | Primera                                                      | Segunda                                                      | Sede                                                                    | Número de candidatas                                         |
| Miss Universo Vietnam - Hoa hậu Hoàn vũ Việt Nam (2008-2022) | Miss Universo Vietnam - Hoa hậu Hoàn vũ Việt Nam (2008-2022) | Miss Universo Vietnam - Hoa hậu Hoàn vũ Việt Nam (2008-2022) | Miss Universo Vietnam - Hoa hậu Hoàn vũ Việt Nam (2008-2022) | Miss Universo Vietnam - Hoa hậu Hoàn vũ Việt Nam (2008-2022)            | Miss Universo Vietnam - Hoa hậu Hoàn vũ Việt Nam (2008-2022) |
| ------------------------------------------------------------ | ------------------------------------------------------------ | ------------------------------------------------------------ | ------------------------------------------------------------ | ----------------------------------------------------------------------- | ------------------------------------------------------------ |
| 2008                                                         | Nguyễn Thùy Lâm (Thái Bình)                                  | Võ Hoàng Yến (Ciudad Ho Chi Minh)                            | Dương Trương Thiên Lý (Đồng Tháp)                            | Vinpearl Event Hall, Nha Trang, Khánh Hòa                               | 20                                                           |
| 2015                                                         | Phạm Thị Hương (Hải Phòng)                                   | Ngô Trà My (Hanói)                                           | Đặng Thị Lệ Hằng (Đà Nẵng)                                   | Centro de Convenciones Crown, Nha Trang, Khánh Hòa                      | 44*                                                          |
| 2017                                                         | H'Hen Niê (Đắk Lắk)                                          | Hoàng Thị Thùy (Thanh Hóa)                                   | Mâu Thị Thanh Thủy (Ciudad Ho Chi Minh)                      | Centro de Convenciones Crown, Nha Trang, Khánh Hòa                      | 42*                                                          |
| 2019                                                         | Nguyễn Trần Khánh Vân (Ciudad Ho Chi Minh)                   | Nguyễn Huỳnh Kim Duyên (Cần Thơ)                             | Phạm Hồng Thúy Vân (Ciudad Ho Chi Minh)                      | Centro de Convenciones Crown, Nha Trang, Khánh Hòa                      | 44*                                                          |
| 2022                                                         | Nguyễn Thị Ngọc Châu (Tây Ninh)                              | Lê Thảo Nhi (Ciudad Ho Chi Minh)                             | Huỳnh Phạm Thủy Tiên (Đồng Tháp)                             | Saigon Exhibition and Convention Center, Distrito 7, Ciudad Ho Chi Minh | 41                                                           |
| Miss Universo Vietnam (2023-)                                |                                                              |                                                              |                                                              |                                                                         |                                                              |
| 2023                                                         | Bùi Quỳnh Hoa (Hanói)                                        | Nguyễn Thị Hương Ly (Gia Lai)                                | Trịnh Thị Hồng Đăng (Ciudad Ho Chi Minh)                     | Hoà Bình Theater, Distrito 10, Ciudad Ho Chi Minh                       | 18                                                           |
| 2024                                                         | Nguyễn Cao Kỳ Duyên (Nam Định)                               | Nguyễn Quỳnh Anh (Hanói)                                     | Vũ Thúy Quỳnh (Điện Biên)                                    | Phú Thọ Indoor Stadium, Distrito 11, Ciudad Ho Chi Minh                 | 33                                                           |

* Candidata(s) retirada(s) por problemas de salud.

## Representación internacional

### Miss Universo Vietnam
: Declarada como ganadora
     : Terminó como finalista
     : Terminó como una de las semifinalistas o cuartofinalistas
     : Terminó como ganadora de premios especiales
La ganadora de Miss Universo Vietnam representa a su país en Miss Universo. En ocasiones, cuando no se realizaba el concurso oficial, se nombraba a una ganadora o finalista de otros concursos nacionales de belleza como Miss Universo Vietnam para competir en Miss Universo. Vietnam no compitió en 2006, 2007, 2010 y 2014.
| Año                           | Miss Universo Vietnam  | Provincia          | Título nacional                                                                               | Posición en Miss Universo | Premios especiales                                    |
| ----------------------------- | ---------------------- | ------------------ | --------------------------------------------------------------------------------------------- | ------------------------- | ----------------------------------------------------- |
| 2024                          | Nguyễn Cao Kỳ Duyên    | Nam Định           | Miss Universo Vietnam 2024                                                                    | Top 30                    |                                                       |
| 2023                          | Bùi Quỳnh Hoa          | Ciudad Ho Chi Minh | Miss Universo Vietnam 2023                                                                    | No clasificó              |                                                       |
| 2022                          | Nguyễn Thị Ngọc Châu   | Tây Ninh           | Miss Universo Vietnam 2022                                                                    | No clasificó              | - Mejor Capa de Traje de Baño                         |
| 2021                          | Nguyễn Huỳnh Kim Duyên | Cần Thơ            | Miss Universo Vietnam 2019 (Primera finalista)                                                | Top 16                    | - Ganadora del Voto Popular                           |
| 2020                          | Nguyễn Trần Khánh Vân  | Ciudad Ho Chi Minh | Miss Universo Vietnam 2019                                                                    | Top 21                    | - Ganadora del Voto Popular                           |
| 2019                          | Hoàng Thị Thùy         | Thanh Hóa          | Miss Universo Vietnam 2017 (Primera finalista)                                                | Top 20                    |                                                       |
| 2018                          | H'Hen Niê              | Đắk Lắk            | Miss Universo Vietnam 2017                                                                    | Top 5                     |                                                       |
| 2017                          | Nguyễn Thị Loan        | Thái Bình          | Miss Ethnic Vietnam 2013 (Segunda finalista) Miss Universo Vietnam 2015 (Top 5)               | No clasificó              |                                                       |
| 2016                          | Đặng Thị Lệ Hằng       | Đà Nẵng            | Miss Universo Vietnam 2015 (Segunda finalista)                                                | No clasificó              | - Mejor Traje Nacional (Top 12)                       |
| 2015                          | Phạm Thị Hương         | Hải Phòng          | Miss Universo Vietnam 2015                                                                    | No clasificó              |                                                       |
| 2014                          | Nguyễn Lâm Diễm Trang  | Vĩnh Long          | Miss Vietnam 2014 (Segunda finalista)                                                         | No compitió               | No compitió                                           |
| 2013                          | Trương Thị May         | Ciudad Ho Chi Minh | Miss Vietnam Photogenic 2006 (Primera finalista) Miss Ethnic Vietnam 2007 (Primera finalista) | No clasificó              |                                                       |
| 2012                          | Lưu Thị Diễm Hương     | Ciudad Ho Chi Minh | Miss Vietnam Mundo 2010                                                                       | No clasificó              |                                                       |
| 2011                          | Vũ Thị Hoàng My        | Đồng Nai           | Miss Vietnam 2010 (Primera finalista)                                                         | No clasificó              |                                                       |
| 2010                          | Phạm Thị Thanh Hằng    | Đà Nẵng            | Miss Vietnam Photogenic 2002                                                                  | No compitió               | No compitió                                           |
| 2009                          | Võ Hoàng Yến           | Ciudad Ho Chi Minh | Miss Universo Vietnam 2008 (Primera finalista)                                                | No clasificó              |                                                       |
| 2008                          | Nguyễn Thùy Lâm        | Thái Bình          | Miss Universo Vietnam 2008                                                                    | Top 15                    | - Miss Ao Dai (Top 5) - Mejor Traje Nacional (Top 10) |
| No compitió entre 2006 y 2007 |                        |                    |                                                                                               |                           |                                                       |
| 2005                          | Phạm Thu Hằng          | Hà Nội             | Miss Hanoi-Vietnam 2005                                                                       | No clasificó              |                                                       |
| 2004                          | Hoàng Khánh Ngọc       | Hải Dương          | Supermodel Vietnam 2004                                                                       | No clasificó              | - Mejor Pasarela                                      |

### Miss Supranacional Vietnam
: Declarada como ganadora
     : Terminó como finalista
     : Terminó como una de las semifinalistas o cuartofinalistas
     : Terminó como ganadora de premios especiales
| Año  | Representante          | Ciudad  | Título nacional                                | Posición en Miss Supranacional | Premios especiales                              |
| ---- | ---------------------- | ------- | ---------------------------------------------- | ------------------------------ | ----------------------------------------------- |
| 2023 | Đặng Thanh Ngân        | Cần Thơ |                                                | Cuarta finalista               | - Supra Fan-Vote                                |
| 2022 | Nguyễn Huỳnh Kim Duyên | Cần Thơ | Miss Universo Vietnam 2019 (Primera finalista) | Segunda finalista              | - Ganadora - Supra Chat - Miss Supra Model Asia |